# قائمة ملكات نافارا
فيما يلي قائمة لـ قرينات ملوك مملكة نافارا، على الرغم من أن المملكة تمنع النساء من الورثة؛ إلا أن أزواجهن أصبحوا ملوك حاكم معهن.
إذا تريد قائمة ملوك نافارا، أنظر أيضا.

## أسرةإنيغيث(ح. 824 – 905)
| الاسم       | الوالد                  | الأسرة       | الميلاد | الزواج | أصبحت ملكة | توقف عن استخدام | الوفاة | الزوج               |
| ----------- | ----------------------- | ------------ | ------- | ------ | ---------- | --------------- | ------ | ------------------- |
| ربما أوراكا |                         |              |         |        |            |                 |        | غارسيا إنيغيث       |
| أوريا       | ربما حفيدة موسى بن موسى | ربما بنو قسي | ح.825   | ح.845  | ح.880      | -               | -      | فرتون غارسيث الأنقر |

## أسرةخيمينيث(905–1234)
| الصورة | الاسم                    | الوالد                                               | الميلاد    | الزواج            | أصبحت ملكة               | توقف عن استخدام           | الوفاة            | الزوج                      |
| ------ | ------------------------ | ---------------------------------------------------- | ---------- | ----------------- | ------------------------ | ------------------------- | ----------------- | -------------------------- |
|        | تودا                     | أثنار سانشيث لورد لارون (إنيغيث)                     | 885        | -                 | 905 صعود الزوج           | 11 ديسمبر 925 وفاة الزوج  | بعد 970           | سانشو الأول غارسيث         |
|        | سانشا                    | أثنار سانشيث لورد لارون (إنيغيث)                     | -          | -                 | 11 ديسمبر 925 صعود الزوج | 29 مايو 931 وفاة الزوج    | -                 | خيمينو غارسيث              |
|        | أندريغوتو                | غاليندو أثناريث الثاني (أراغون)                      | عقد.900    | بعد 9 مارس 933    | بعد 9 مارس 933           | 940 إلغاء الزواج          | 972               | غارسيا الأول سانشيث        |
|        | تيريزا                   | راميرو الثاني ملك ليون (بني ألفونس)                  | 928        | 943، أو قبل       | 943، أو قبل              | 22 فبراير 970 وفاة الزوج  | بعد سبتمبر 957    | غارسيا الأول سانشيث        |
|        | أوراكا                   | فرنان غونثالث من قشتالة (قشتالة)                     | 920/35     | 962               | 22 فبراير 970 صعود الزوج | ديسمبر 994 وفاة الزوج     | بعد 1007          | سانشو الثاني غارسيث أرباكا |
|        | خيمينا                   | فرناندو برموديث دي ثيا                               | عقد.970    | أغسطس 981         | ديسمبر 994 صعود الزوج    | 1004 وفاة الزوج           | بعد 1035          | غارسيا الثاني سانشيث       |
|        | مونيادونا                | سانشو غارسيا كونت قشتالة (قشتالة)                    | 990/5      | بعد 27 يونيو 1011 | بعد 27 يونيو 1011        | 18 أكتوبر 1035 وفاة الزوج | بعد 13 يوليو 1066 | سانشو الثالث غارسيث العظيم |
|        | ستيفاني                  | ريموند بورل، كونت برشلونة أو برنارد-روجر، كونت بيجور | -          | 1038              | 1038                     | 1 سبتمبر 1054 وفاة الزوج  | بعد 1066          | غارسيا الثالث سانشيث       |
|        | بلاسينتيا                | فرنسية أو نورمانية الأصل                             | -          | بعد 1068          | بعد 1068                 | 4 يونيو 1076 وفاة الزوج   | بعد 14 أبريل 1088 | سانشو الرابع غارسيث        |
|        | فيليسيا                  | هيلدوين الرابع، كونت روسي (مونتديدير)                | 1060       | 1076              | 1076                     | 4 يونيو 1094 وفاة الزوج   | 3 مايو 1123       | سانشو الخامس راميريث       |
|        | أغنيس                    | غيوم الثامن، دوق آكيتاين (رامنولفيدس)                | نهاية 1072 | يناير 1086        | 4 يونيو 1094 صعود الزوج  | 6 يونيو 1097              | 6 يونيو 1097      | بيدرو الأول                |
|        | بيرتا                    | ذي أصول إيطالية                                      | 1075       | 16 أغسطس 1097     | 16 أغسطس 1097            | 28 سبتمبر 1104 وفاة الزوج | قبل 1111          | بيدرو الأول                |
|        | أوراكا ملكة قشتالة وليون | ألفونسو السادس ملك ليون وقشتالة (خيمينيث)            | أبريل 1079 | أكتوبر 1109       | أكتوبر 1109              | 1115 إلغاء الزواج         | 8 مارس 1126       | ألفونسو الأول              |
|        | مارغريت                  | جيلبرت دي إيغل                                       | 1104       | بعد 1130          | 1134 صعود الزوج          | 25 مايو 1141              | 25 مايو 1141      | غارسيا راميريث             |
|        | أوراكا                   | ألفونسو السابع ملك ليون وقشتالة (إيفريا)             | 1132       | 24 يونيو 1144     | 24 يونيو 1144            | 21 نوفمبر 1150 وفاة الزوج | 26 أكتوبر 1164    | غارسيا راميريث             |
|        | سانشا                    | ألفونسو السابع ملك ليون وقشتالة (إيفريا)             | 1139       | 20 يوليو 1153     | 20 يوليو 1153            | 5 أغسطس 1177              | 5 أغسطس 1177      | سانشو السادس               |
|        | كونستانس                 | ريموند السادس، كونت تولوز (رويرغ)                    | 1180       | 1195              | 1195                     | 1200 إلغاء الزوج          | بعد 12 مايو 1260  | سانشو السابع               |

## أسرةشامبانيا(1234–1284)
| الصورة | الشعار | الاسم   | الوالد                                    | الميلاد     | الزواج         | أصبحت ملكة               | توقف عن استخدام اللقب    | الوفاة        | الزوج          |
| ------ | ------ | ------- | ----------------------------------------- | ----------- | -------------- | ------------------------ | ------------------------ | ------------- | -------------- |
|        |        | مارغريت | أرشامبو الثامن دي بوربون (بوربون-دامبيير) | 1211        | 22 سبتمبر 1232 | 7 أبريل 1234 صعود الزوج  | 8 يوليو 1253 وفاة الزوج  | 12 أبريل 1256 | ثيوبالد الأول  |
|        |        | إيزابيل | لويس التاسع ملك فرنسا (كابيه)             | 2 مارس 1241 | 6 أبريل 1255   | 6 أبريل 1255             | 4 ديسمبر 1270 وفاة الزوج | 17 أبريل 1271 | ثيوبالد الثاني |
|        |        | بلانش   | روبرت الأول، كونت أرتوا (أرتوا)           | 1248        | 1269           | 4 ديسمبر 1270 صعود الزوج | 22 يوليو 1274 وفاة الزوج | 2 مايو 1302   | إنريكي الأول   |

## أسرةكابيه(1284-1349)
| الصورة | الشعار | الاسم                       | الوالد                            | الميلاد | الزواج         | أصبحت ملكة     | التتويج      | توقف عن استخدام اللقب                | الوفاة         | الزوج                  |
| ------ | ------ | --------------------------- | --------------------------------- | ------- | -------------- | -------------- | ------------ | ------------------------------------ | -------------- | ---------------------- |
|        |        | مارغريت                     | روبرت الثاني دوق برغونية          | 1290    | 23 سبتمبر 1305 | 23 سبتمبر 1305 | -            | 15 أغسطس 1315                        | 15 أغسطس 1315  | لويس العاشر            |
|        |        | كلمينتيا                    | كارلو مارتلو من أنجو              | 1293    | 19 أغسطس 1315  | 19 أغسطس 1315  | -            | 5 يونيو 1316                         | 12 أكتوبر 1328 | لويس العاشر            |
|        |        | جان الثانية كونتيسة برغونية | أوتو الرابع كونت برغونية          | 1291    | 1307           | 20 نوفمبر 1316 | -            | 3 يناير 1322                         | 21 يناير 1330  | فيليب الخامس ملك فرنسا |
|        |        | بلانش                       | أوتو الرابع كونت برغونية          | 1296    | 1308           | 3 يناير 1322   | لم توج       | 19 مايو 1322 زواج إلغي من قبل البابا | أبريل 1326     | شارل الرابع            |
|        |        | ماري                        | هنري السابع، إمبراطور روماني مقدس | 1304    | 21 سبتمبر 1322 | 21 سبتمبر 1322 | -            | 26 مارس 1324                         | 26 مارس 1324   | شارل الرابع            |
|        |        | جان دي إفرو                 | لويس، كونت إفرو                   | 1310    | 5 يوليو 1325   | 5 يوليو 1325   | 11 مايو 1326 | 1 فبراير 1328 توفي الزوج             | 4 مارس 1371    | شارل الرابع            |

## أسرةإفرو(1328–1441)
| الصورة | الشعار | الاسم  | الوالد                                | الميلاد       | الزواج         | أصبحت ملكة              | توقف عن استخدام اللقب | الوفاة         | الزوج         |
| ------ | ------ | ------ | ------------------------------------- | ------------- | -------------- | ----------------------- | --------------------- | -------------- | ------------- |
|        |        | جوان   | جان الثاني ملك فرنسا (فالوا)          | 24 يونيو 1343 | 12 فبراير 1352 | 12 فبراير 1352          | 3 نوفمبر 1373         | 3 نوفمبر 1373  | كارلوس الثاني |
|        |        | ليونور | إنريكي الثاني ملك قشتالة (تراستامارا) | بعد 1363      | 27 مايو 1375   | 1 يناير 1387 صعود الزوج | 27 فبراير 1416        | 27 فبراير 1416 | كارلوس الثالث |

## تراستامارا(1425–1479)
| الصورة | الشعار | الاسم                     | الوالد                               | الميلاد      | الزواج         | أصبحت ملكة              | توقف عن استخدام اللقب | الوفاة         | الزوج         |
| ------ | ------ | ------------------------- | ------------------------------------ | ------------ | -------------- | ----------------------- | --------------------- | -------------- | ------------- |
|        |        | أغنيس بحكم القانون        | أدولف الأول، دوق كليفه (لا مارك)     | 24 مارس 1422 | 30 سبتمبر 1439 | 1 أبريل 1441 صعود الزوج | 6 أبريل 1448          | 6 أبريل 1448   | كارلوس الرابع |
|        |        | خوانا إنريكيث بحكم الواقع | فادريكي إنريكيث دي ميندوزا (إنريكيث) | 1425         | 1 أبريل 1444   | 1 أبريل 1444            | 13 فبراير 1468        | 13 فبراير 1468 | خوان الثاني   |

## أسرةألبرت(1483–1572)
| الصورة | الشعار | الاسم   | الوالد                             | الميلاد       | الزواج        | أصبحت ملكة    | توقف عن استخدام اللقب | الوفاة         | الزوج         |
| ------ | ------ | ------- | ---------------------------------- | ------------- | ------------- | ------------- | --------------------- | -------------- | ------------- |
|        |        | مارغريت | شارل، كونت أنغوليم (فالوا-أنغوليم) | 11 أبريل 1492 | 24 يناير 1527 | 24 يناير 1527 | 21 ديسمبر 1549        | 21 ديسمبر 1549 | إنريكي الثاني |

| الصورة              | الشعار              | الاسم               | الوالد                                     | الميلاد        | الزواج                                                                               | أصبحت الملكة                                                                         | توقف عن استخدام                                                                      | الوفاة                                                                               | الزوج                                                                                |
| ------------------- | ------------------- | ------------------- | ------------------------------------------ | -------------- | ------------------------------------------------------------------------------------ | ------------------------------------------------------------------------------------ | ------------------------------------------------------------------------------------ | ------------------------------------------------------------------------------------ | ------------------------------------------------------------------------------------ |
|                     |                     | مارغريت             | هنري الثاني ملك فرنسا                      | 14 مايو 1553   | 18 أغسطس 1572                                                                        | 2 أغسطس 1589 صعود الزوج                                                              | 1599 الطلاق                                                                          | 27 مارس 1615                                                                         | هنري الرابع                                                                          |
|                     |                     | ماريا               | فرانشيسكو الأول، دوق توسكانا الأكبر        | 26 أبريل 1573  | 5 أكتوبر؟ 1600                                                                       | 5 أكتوبر؟ 1600                                                                       | 14 مايو 1610 وفاة الزوج                                                              | 3 يوليو 1642                                                                         | هنري الرابع                                                                          |
|                     |                     | آن                  | فيليب الثاني والثالث ملك البرتغال وإسبانيا | 22 سبتمبر 1601 | 24 نوفمبر 1615                                                                       | 24 نوفمبر 1615                                                                       | 20 أكتوبر 1620 تم دمج نافارا مع فرنسا                                                | 20 يناير 1666                                                                        | لويس الثالث عشر                                                                      |
| لقرينات في وقت لاحق | لقرينات في وقت لاحق | لقرينات في وقت لاحق | لقرينات في وقت لاحق                        | أنظر           | قرينات ملوك فرنسا (1620-1791 ؛ 1815-1830) قرينات ملوك إسبانيا (1516-حتى وقتنا اليوم) | قرينات ملوك فرنسا (1620-1791 ؛ 1815-1830) قرينات ملوك إسبانيا (1516-حتى وقتنا اليوم) | قرينات ملوك فرنسا (1620-1791 ؛ 1815-1830) قرينات ملوك إسبانيا (1516-حتى وقتنا اليوم) | قرينات ملوك فرنسا (1620-1791 ؛ 1815-1830) قرينات ملوك إسبانيا (1516-حتى وقتنا اليوم) | قرينات ملوك فرنسا (1620-1791 ؛ 1815-1830) قرينات ملوك إسبانيا (1516-حتى وقتنا اليوم) |